# Thorsten Legat
Thorsten Legat (* 7. November 1968 in Bochum) ist ein ehemaliger deutscher Fußballspieler, Fußballtrainer und mehrfacher Reality-TV-Teilnehmer.

## Spielerkarriere
Legat stand als Fußballprofi beim VfL Bochum (1986 bis 1991), bei Werder Bremen (1991 bis 1994), Eintracht Frankfurt (1994/95), dem VfB Stuttgart (1995 bis 1999) und beim FC Schalke 04 (2000 bis 2001) unter Vertrag. Er absolvierte 243 Bundesligaspiele, schoss 15 Tore, sah 34 gelbe Karten und eine gelb-rote Karte. Er ist neben Thomas Kroth, Klaus Allofs und Ivan Perišić einer von bisher nur vier Spielern, die den DFB-Pokal mit drei verschiedenen Vereinen gewinnen konnten.

### VfL Bochum
Legat stammt aus der Jugend des VfL Bochum und kam zur Saison 1986/87 in dessen Profikader. Am 6. September 1986, dem 5. Spieltag, bestritt er sein Profidebüt in der Bundesliga. Beim 1:1 gegen Borussia Mönchengladbach wechselte ihn der damalige Bochum-Trainer Hermann Gerland in der 69. Minute für Peter Knäbel ein. Im Folgespiel stand der Mittelfeldspieler erstmals in der Startelf der Weiß-Blauen, wobei er die vollen 90 Minuten absolvierte. Bis zum Ende der Spielzeit kam der damalige Jungspieler auf fünf weitere Kurzeinsätze.
In den Folgejahren setzte sich Legat allmählich durch und entwickelte sich zur Stammkraft. In der Saison 1987/88 gelang ihm beim 4:4-Unentschieden gegen den FC 08 Homburg sein erster Treffer in einem Ligapflichtspiel; das Tor zur zwischenzeitlichen 3:2-Führung schoss Legat, nachdem er erst zehn Minuten zuvor für Minas Hantzidis eingewechselt worden war. Nachdem Legat 1990/91 eine starke Saison gespielt und nach Torhüter Andreas Wessels die meisten Spiele für die Bochumer absolviert hatte sowie hinter Angreifer Josef Nehl mit sieben Treffern zweitbester Schütze seiner Mannschaft war, wechselte er im Sommer 1991 zum SV Werder Bremen.

### Werder Bremen
Während der drei Jahre, die Legat für die Bremer spielte, wurde der Mittelfeldspieler regelmäßig in der Startelf aufgestellt. 1992 feierte er seinen größten Erfolg im aktiven Fußball, als er mit Bremen den Europapokal der Pokalsieger gewinnen konnte. Nachdem er im Halbfinale gegen den FC Brügge noch beide Spiele bestritten hatte, war Legat im Endspiel gegen den AS Monaco, das der Bundesligist mit 2:0 gewinnen konnte, nur Zuschauer. Im Folgejahr feierte er mit den Hanseaten die deutsche Meisterschaft. In der Spielzeit 1993/94 absolvierte Legat 22 Spiele, wurde aber achtmal nur ein- oder ausgewechselt. Am Ende der Saison gewann der SV Werder Bremen den DFB-Pokal, Legat kam im Finale nicht zum Einsatz.

### Eintracht Frankfurt
Im Sommer 1994 wechselte Legat zu Eintracht Frankfurt, wo er Uwe Bein auf der 10er-Position ersetzen sollte – eine Rolle, mit der der eher defensiv ausgerichtete Legat nicht zurechtkam. Zusammen mit Ralf Falkenmayer, Jay Jay Okocha und Ralf Weber bildete er das Grundgerüst im Mittelfeld der Hessen. Nachdem Legat zur Hinrunde noch Stammspieler gewesen war, verschlechterte sich seine Situation und er kam in der zweiten Halbserie der Spielzeit auf nur noch sieben Spiele, wobei er viermal ein- bzw. ausgewechselt wurde. In der Liga wurden die Frankfurter in dieser Spielzeit Neunter, im UEFA-Pokal schied das Team im Viertelfinale gegen Juventus Turin aus.

### VfB Stuttgart
Nach nur einem Jahr in Frankfurt ging Legat zum VfB Stuttgart. In vier Jahren bei den Schwaben schaffte er es nie, zur Stammkraft zu werden. Gegen Konkurrenten wie Andreas Buck, Matthias Hagner, Marco Haber, Krisztián Lisztes oder Gerhard Poschner setzte sich der Defensivspieler zu selten durch. Nach zwei Achillessehnenoperationen wurde er von Trainer Ralf Rangnick vor der Saison 1999/2000 nicht mehr berücksichtigt, besaß allerdings noch einen Vertrag mit Laufzeit bis zum Saisonende 2001. Nach einem rassistischen Ausfall gegen seinen Mitspieler Pablo Thiam wurde ihm Ende 1999 fristlos gekündigt.

### FC Schalke 04
Anfang des Jahres 2000 wechselte Legat für zwei Jahre zum FC Schalke 04. Wie in Stuttgart hatte es der Defensivallrounder auch bei den Knappen schwer, sich einen Stammplatz zu erarbeiten. Gegen Spieler wie Yves Eigenrauch, Nico van Kerckhoven oder Markus Happe erhielt Legat von Trainer Huub Stevens nur selten eine Chance und kam so im ersten Jahr auf nur vier Spiele für die Königsblauen. Auf seinen ersten Einsatz musste er bis zum 18. Spieltag warten, ehe Stevens ihn in der Startelf beim 2:1-Auswärtssieg bei Arminia Bielefeld aufbot. 2001 musste er, nachdem er in der gesamten Spielzeit keinen Einsatz absolviert hatte, seine Karriere wegen Sportinvalidität beenden.

## Trainerkarriere
Zwischen 2004 und 2005 betreute Legat die U-19 des SV Werder Bremen. Von 2005 bis 2007 war er Trainer des WSV Bochum 06, 2008 wurde er Trainer des Wittener Fußballvereins TuRa Rüdinghausen. Nach Auseinandersetzungen mit Vorstand und Spielern kündigte er dem Klub bereits nach einem Monat wieder. Seit Anfang 2010 war Legat Trainer in der Jugendabteilung bei SV Bergisch Gladbach 09. Am Ende der Saison 2010/11 trennte sich der Verein von ihm. Ab Sommer 2012 betreute er die U-15-Junioren des Wuppertaler SV. Am 23. Oktober 2013 übernahm er den Trainerposten des entlassenen Joachim Hopp beim Landesligisten 1. FC Wülfrath. Ende 2014 verließ er den Verein wieder.
Ab dem 30. September 2015 war Legat Trainer des Landesligisten FC Remscheid. Er trat am 1. Mai 2016 mit sofortiger Wirkung zurück.
Anfang Oktober 2017 sollte Legat das Traineramt beim sportlich und finanziell angeschlagenen Oberligisten TSV Marl-Hüls übernehmen und zunächst bis zur Winterpause begleiten. Bevor es dazu kam, wurde die Mannschaft jedoch aus dem laufenden Ligabetrieb zurückgezogen.
Zur Saison 2019/20 wurde Legat vom Landesligisten TuS Bövinghausen als Trainer verpflichtet, jedoch bereits nach vier Monaten wieder entlassen.

## Erfolge
Als Spieler
- Europapokalsieger der Pokalsieger: 1991/92
- Deutscher Meister: 1992/93
- DFB-Pokalsieger: 1993/94, 1996/97, 2000/01

## Abseits des Platzes

### Tätlichkeiten
Zu seiner Zeit als aktiver Spieler wurde Legats Karriere mehrfach von Entgleisungen abseits des Platzes überschattet. So schlug er beispielsweise in der Silvesternacht 1996/97 in Bochum einen Mann krankenhausreif, nachdem dieser ihn bedroht hatte.
Im Juni 2007 machte Legat Schlagzeilen, als er auf dem Parkplatz einer Remscheider Fastfoodkettenfiliale in Streit mit einer Gruppe Jugendlicher geriet, die ihn angepöbelt haben soll. In der Folge zog Legat ein Samuraischwert, was ihm ein Gerichtsverfahren wegen versuchter gefährlicher Körperverletzung eintrug, das im Dezember 2008 gegen Zahlung von 1000 Euro an eine karitative Einrichtung eingestellt wurde.

### Fernsehauftritte
Im April 2014 war Legat Teilnehmer der Prominenten-Kochsendung Hell’s Kitchen und erreichte das Finale. Im Herbst desselben Jahres trat er beim Promiboxen an, bei dem er seinen Kampf gegen den Rapper Trooper Da Don gewann. Er nahm bei verschiedenen ProSieben-Events teil, darunter im November 2014 sowie im Oktober 2015 an der TV total Stock Car Crash Challenge sowie im April 2016 an der Völkerball-Meisterschaft.
Im Januar 2016 war Legat Kandidat in der zehnten Staffel der RTL-Reality-Spielshow Ich bin ein Star – Holt mich hier raus! und belegte dabei den dritten Platz. Im Juni 2016 wirkte er zusammen mit seiner Frau Alexandra bei Das Sommerhaus der Stars – Kampf der Promipaare mit. Das Paar belegte den zweiten Platz. Im Juli 2016 war er sowohl beim Sommer-Special von Grill den Henssler dabei als auch bei Ninja Warrior Germany, und im August 2016 nahm er an der Show Bauer sucht Frau – Die große Bauernolympiade im Team der Prominenten teil. Im Dezember 2016 unterlag er bei Schlag den Star seinem Konkurrenten Detlef Soost. Im Januar 2017 verstärkte er das „Team Fußball“ bei Duell der Stars – Die Sat.1 Promiarena. Im September 2018 war Thorsten Legat als Kandidat von Fort Boyard zu sehen. Im Dezember wirkte Legat neben Jasmin Wagner bei Die ProSieben Wintergames mit.

#### 2014
- Hell’s Kitchen
- Das große ProSieben Promiboxen
- TV total Stock Car Crash Challenge

#### 2015
- TV total Stock Car Crash Challenge

#### 2016
- Ich bin ein Star – Holt mich hier raus! (Staffel 10)
- Völkerball-Meisterschaft
- Das Sommerhaus der Stars – Kampf der Promipaare
- Grill den Henssler
- Ninja Warrior Germany
- Bauer sucht Frau – Die große Bauernolympiade
- Schlag den Star

#### 2017
- Duell der Stars – Die Sat.1 Promiarena
- Die beste Show der Welt

#### 2018
- Fort Boyard
- Das Duell um die Welt – Team Joko gegen Team Klaas
- Die ProSieben Wintergames

#### 2019
- Ich bin ein Star – Holt mich hier raus! (Drill Instructor)
- Stars im Spiegel – Sag mir, wie ich bin!
- Konny goes wild![25]
- Mit Kasalla in die Oberliga (Webdoku)[26]
- Das Duell um die Welt – Team Joko gegen Team Klaas

#### 2020
- Ich bin ein Star – Holt mich hier raus! (Sidekick)
- Dr. Bob’s Australien
- Ranking the Stars
- Die! Herz! Schlag! Show!
- Die Festspiele der Reality Stars – Wer ist die hellste Kerze?
- Das Duell um die Welt – Team Joko gegen Team Klaas
- Ninja Warrior Germany

#### 2021
- Ich bin ein Star – Die große Dschungelshow (Sidekick)
- Pokerface – nicht lachen!
- RTL Sommerspiele
- Ninja Warrior Promi-Special

#### 2022
- Das Klassentreffen der Dschungelstars
- Ich bin ein Star – Die Stunde danach (Onlinegast)
- Nightwatch – Jenseits der Angst
- Ninja Warrior Promi-Special

#### 2023
- Ich bin ein Star – Die Stunde danach
- Ich bin ein Star – Der Countdown zum Finale
- Ninja Warrior Promi-Special

#### 2024
- The 50
- RTL Turmspringen
- Ich bin ein Star – Showdown der Dschungel-Legenden
- Das große Promi-Büßen
- Du gewinnst hier nicht die Million bei Stefan Raab
- TV total – Aber mit Gast

#### 2025
- Eltons 12
- Ninja Warrior Promi-Special
- Du gewinnst hier nicht die Million bei Stefan Raab – Promi-Special
- Du gewinnst hier nicht die Million bei Stefan Raab – Tanz in den Mai Special
- The Ultimate Hype

### Privates
Legat wuchs mit seinen drei Brüdern bei den Eltern im Bochumer Stadtteil Werne auf. Im Jahre 1996 heiratete er Alexandra, mit der er heute zwei Söhne hat. Mit ihr und den Kindern lebt er seit Jahren im Bergischen Land.
Am 16. August 2002 hatte Legat in der Nähe des Kamener Kreuzes einen schweren Auffahrunfall auf der Autobahn. Wegen eines durch den Unfall entstandenen Halswirbelbruchs musste er einige Tage auf der Intensivstation verbringen.
Laut seiner 2014 veröffentlichten Autobiografie Wenn das Leben foul spielt führe Legat seine eigenen Gewaltausbrüche auf einen jahrelangen sexuellen Missbrauch sowie brutale und demütigende Übergriffe durch den oftmals betrunkenen Vater während Legats Kindheit sowohl ihm als auch dem Rest der Familie gegenüber zurück. Der Vater starb 2005.
Bei Schlag den Star präsentierte Legat 2016 ein Tattoo mit dem Schriftzug „Blut Ehre Stolz & Familie“.
Seit 2020 hat er zusammen mit TV-Moderator Cedric Pick den Fußball-Podcast Legat & Pick – Die Spieltags-Stammtischer.